# 金亨稷
金亨稷（1894年7月10日—1926年6月5日）是朝鲜民主主义人民共和国建国领导人金日成的父亲、以及前任的朝鲜最高领导人金正日的祖父，以及現任朝鲜最高领导人金正恩的曾祖父，朝鲜独立运动人物。本貫是朝鮮全州金氏。
出身于朝鲜万景台一个佃农家庭。曾於一間由美國傳教士開辦的學校就讀。1910年，参加朝鲜复国抗日救亡运动。 
1917年，金亨稷在平壤组织了地下反日组织朝鲜国民会。1917年秋，金亨稷在明新学校讲课时被3名日本警察逮捕搜查，判刑一年，在平壤监狱服刑。刑满出狱后带领全家迁往中国吉林省临江县避祸，1924年12月迁往抚松县城。金成柱与张蔚华一起就读抚松第一小学。
1926年，年仅31岁的金亨稷死於第3級凍傷。

## 纪念
位於平壤的金亨稷師範大學、金亨稷军医大学以其為名。 
朝鲜在平安北道朔州郡、慈江道中江郡、平壤市江东郡烽火里建有金亨稷铜像。坟墓在万景台。

## 家族
- 曾祖父金松龄（김송령，1810年—1899年3月12日），雇农。
- 曾祖母罗卿瑗（라씨，1811年—1897年1月23日）
- 祖父金膺禹（김응우，1848年6月17日—1878年10月4日）曾参与声讨美军制造的舍门将军号事件
- 父亲金輔鉉（김보현，1871年8月19日—1955年9月2日）：在平壤附近的两班地主李平泽家做佃农和守墓人。
- 母亲李宝益（리보익；1876年5月31日—1959年10月18日）：生三子三女：长子金亨稷（金日成之父）、次子金亨禄、三子金亨权、长女金九日女、二女金亨实、三女金亨福
- 妻子康盤石
- 長男：金日成（原名金成柱）
- 二男：金哲柱
- 三男：金英柱（亲日派，日本陸軍關東軍的通譯[2]）